# Lokschuppen Stralsund
Die Lokschuppen Stralsund sind drei unter Denkmalschutz stehende Ringlokschuppen in Stralsund, die als historisch besonders wertvolle Industriearchitektur gelten. Stand Oktober 2024 sind sie teils verfallen und in einem stark sanierungsbedürftigen Zustand.

## Geschichte

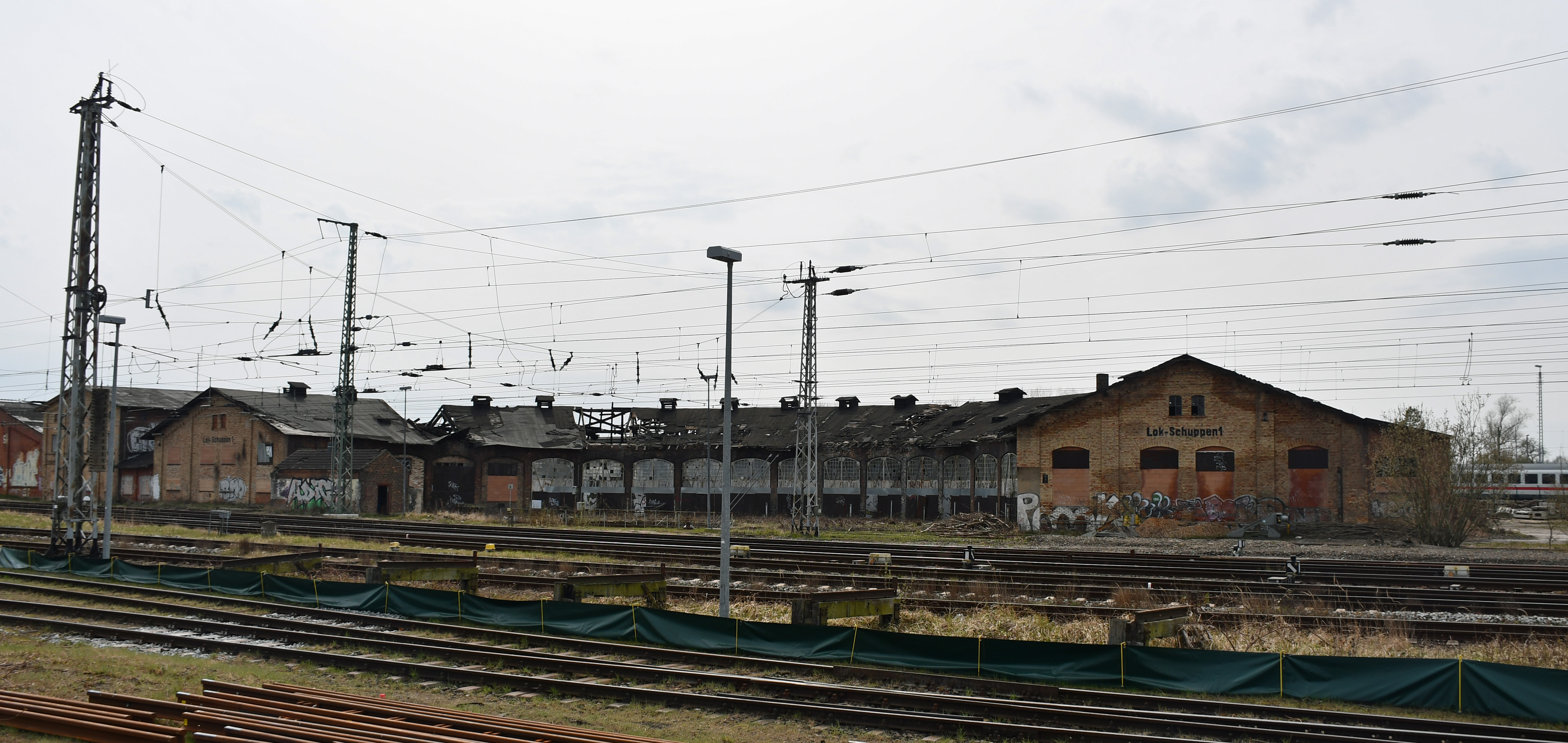
Lokschuppen 1 (2021)

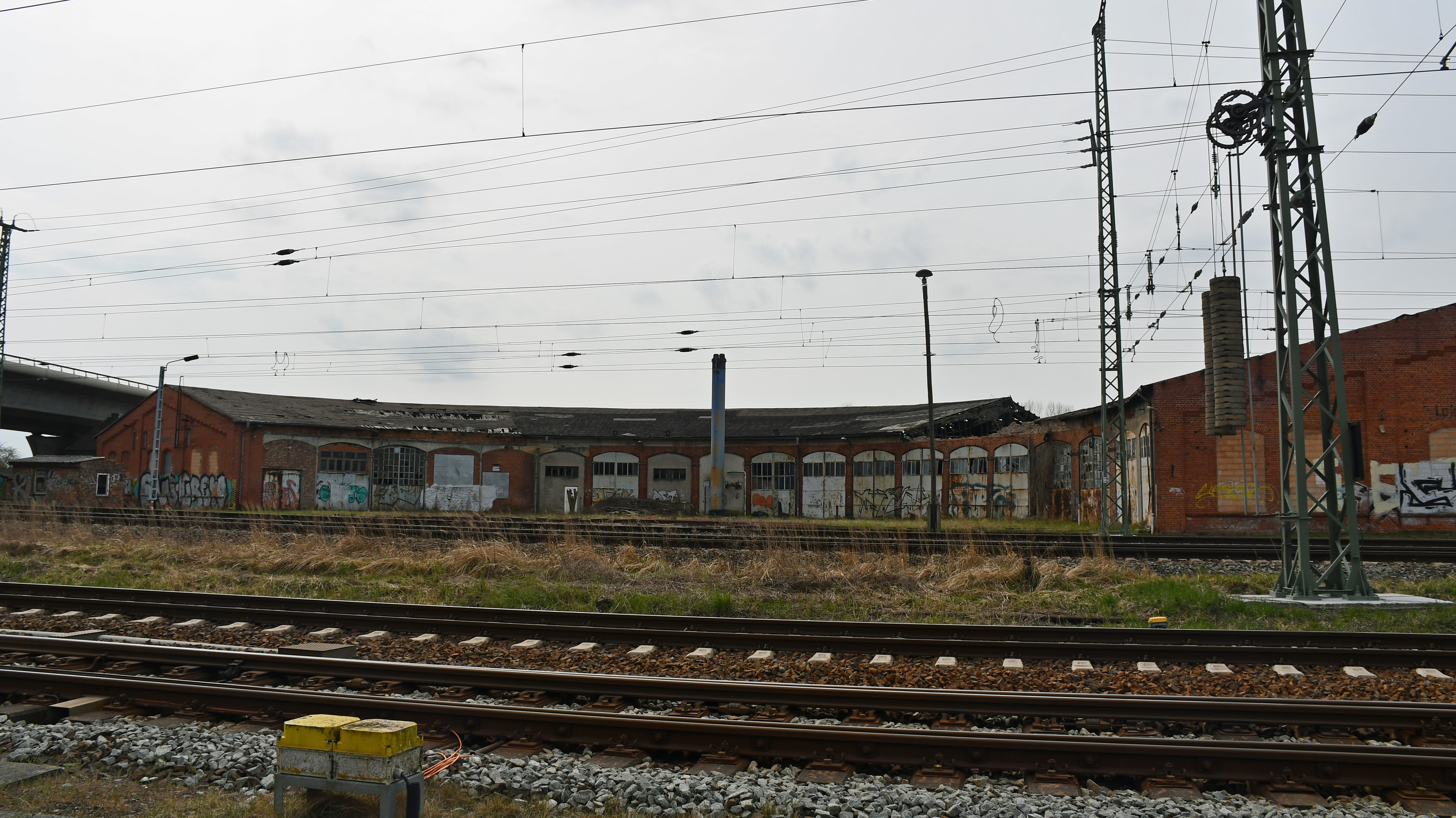
Lokschuppen 2 (2021)

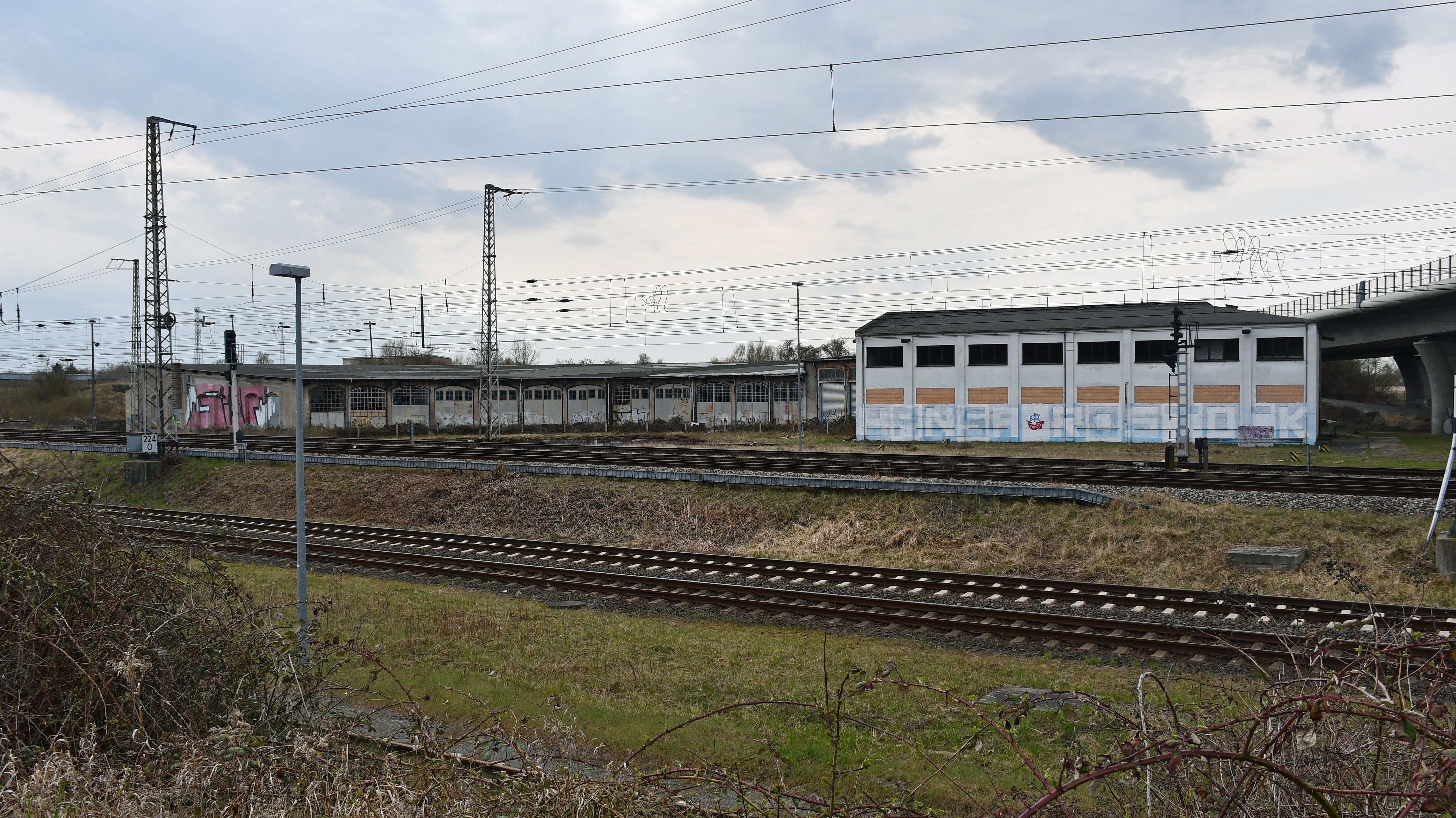
Lokschuppen 3 (2021)

Am 1. November 1863 wurde der Bahnhof Stralsund an das preußische Eisenbahnnetz angeschlossen. Fortan bestand mit der Bahnstrecke Angermünde–Stralsund die erste Eisenbahnverbindung. Der Seehafen Stralsund wurde ebenfalls per Eisenbahn angebunden. Am 1. Januar 1878 kam die Eisenbahnverbindung Berliner Nordbahn dazu.
Für den Betrieb wurde das Bahnbetriebswerk Stralsund eingerichtet. Die Lokomotiven wurden wie allgemein üblich in Lokomotivschuppen (Lokschuppen) untergestellt. Bei der Eröffnung des Stralsunder Bahnhofs im Jahr 1863 war ein rechteckiger Lokschuppen vorhanden, der zwei Lokomotiven Platz bot. Heute sind auf dem Gelände des im Jahr 2001 stillgelegten Bahnbetriebswerks drei Lokschuppen vorhanden. Die städtische Liegenschaftsentwicklungsgesellschaft erwarb das Gelände im Jahr 2021 von der Deutschen Bahn. Im Jahr 2023 wurden Konzepte von Studierenden der Wismarer Hochschule zur Revitalisierung des Geländes mit den Lokschuppen vorgestellt.
Im Oktober 2024 waren ging die Liegenschaftsentwicklungsgesellschaft der Stadt von einem Bedarf von 500.000 Euro allein für die Sicherung der Lokschuppen aus. Es gibt bis dato keinen Bebauungsplan.

## Die Lokschuppen
Das heute als Lokschuppen 1 bezeichnete Bauwerk existiert seit 1878, zunächst bot der Ringschuppen vier Einstellplätze. Der Lokschuppen wurde schon bald erweitert und besaß im Jahr 1889 letztlich 19 Einstellplätze und eine 16-m-Drehscheibe. Der Lokschuppen 1 wurde bis ins Jahr 1994 betrieben.
Ein zweiter Lokschuppen, der heutige Lokschuppen 2, wurde im Jahr 1895 in Betrieb genommen. Er verfügte über 18 Plätze. Die ursprüngliche 16-m-Drehscheibe wurde durch eine 20-m-Drehscheibe ersetzt.
Ein weiterer Bau folgte im Jahr 1921 mit dem Lokschuppen 3, der zwölf Stände bot. Die Drehscheibe mit einem Durchmesser von 20 Metern wurde 1940 gegen eine 23-m-Drehscheibe ausgetauscht.
Die Lokschuppen sind mangels Wartung verfallen. Das Dach von Lokschuppe 1 ist eingestürzt, das Dach von Lokschuppen 2 teilweise eingestürzt; beider Schuppen Dächer hatten die im Winter 2011/2012 angefallenen Schneelasten nicht mehr halten können. Der dritte Lokschuppen besitzt im Jahr 2024 noch sein Dach und ist von allen drei Lokschuppen am besten erhalten. Von den drei Drehscheiben ist nur noch ein Fragment vorhanden.
Alle drei Lokschuppen wurden im Jahr 1998 in die Liste der Baudenkmale in Stralsund aufgenommen.